# Enriquillo
Enriquillo (também Enriquilla e Petit Trou) é uma cidade da República Dominicana pertencente à província de Barahona.
Sua população estimada em 2012 era de 5 755 habitantes.